# Caça silvestre

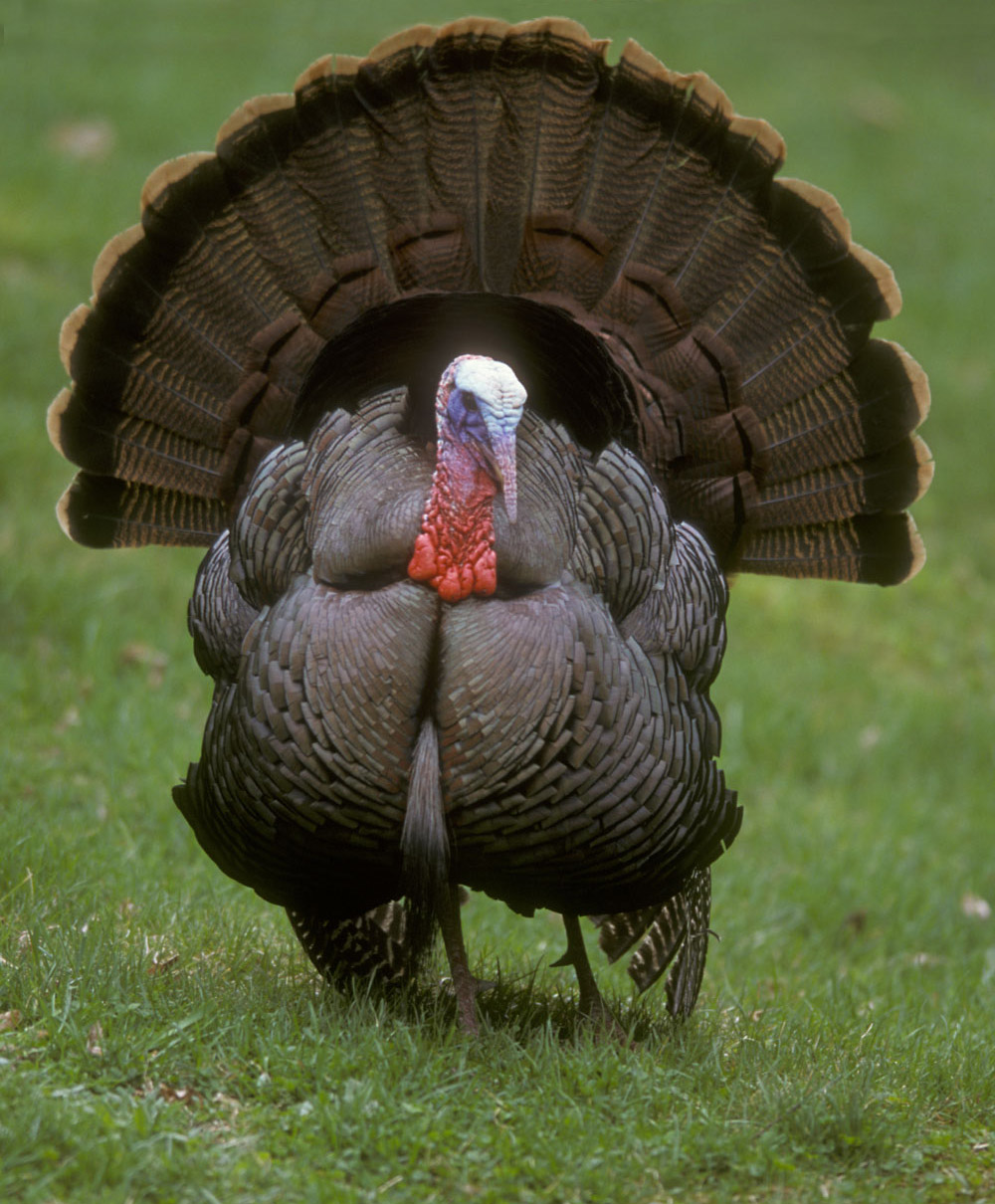
O peru selvagem da América do Norte, é um exemplo típico de caça silvestre.

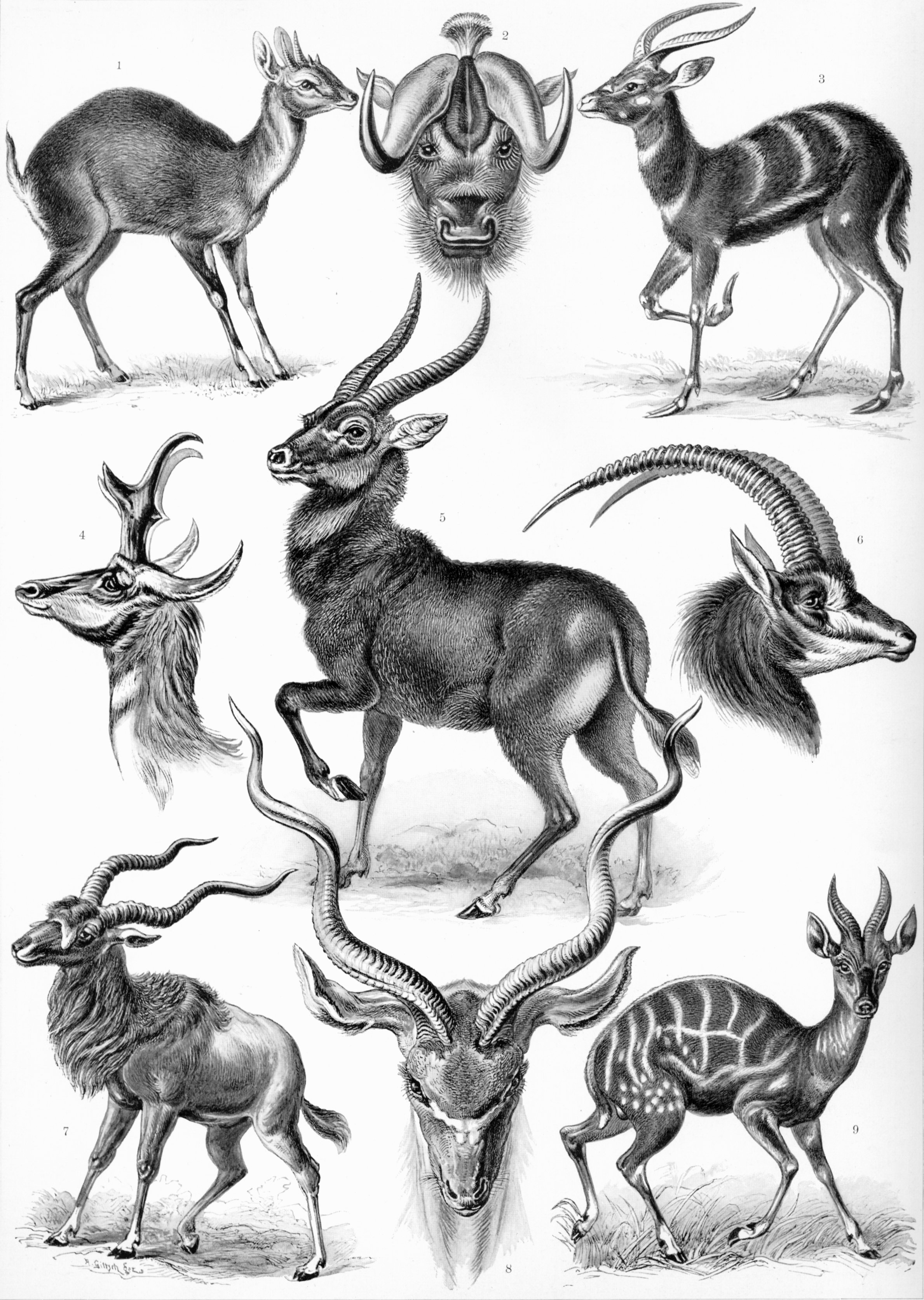
Os antílopes são a caça silvestre mais abundante na África.

Caça silvestre (ou simplesmente caça), é a designação atribuída na língua portuguesa, aos animais que são alvo da atividade de caça. Na língua inglesa são usados os termos: "game" ou "quarry". 

## Definição
A caça silvestre, é um termo coletivo para os mamíferos, aves e peixes, que são relevantes em relação a atividade de caça, para seu consumo ou esporte. A caça silvestre, na maioria dos países, é considerada uma "propriedade" do Estado, para uso e benefício da sociedade, portanto a única maneira de um indivíduo obter a posse e o "direito" de caçar e abater animais silvestres é através de uma licença concedida pelo Estado.
As leis de cada país estabelecem quais são as caças silvestres permitidas ou não, e a atividade de caça desses animais, fora das áreas e/ou períodos determinados e sem a devida licença, são geralmente considerados crimes.

## Quanto ao tamanho

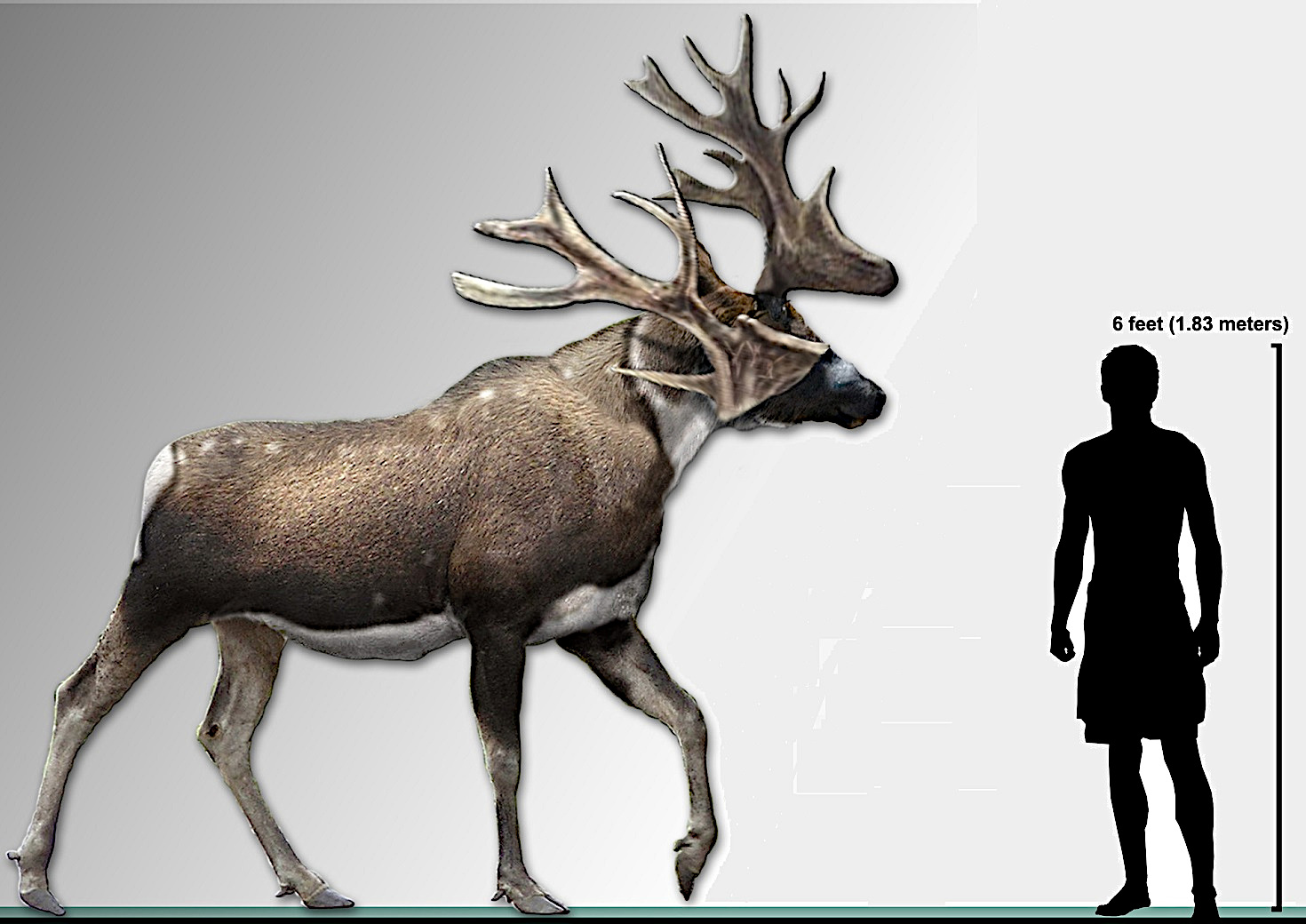

Não existe uma "tabela padronizada" universal para a classificação da caça silvestre por tamanho (ou porte) do animal, e sobre esse aspecto, as legislações variam entre os países. 
O que mais se aproxima disso, é a "classificação CXP" (de "Controlled eXpansion Performance"), que é seguida por muitos, caçadores para escolher a munições adequadas para cada tipo de caça. Essa classificação foi lançada pela Winchester e distribui os animais por peso e potencial de agressividade.
Excluídas as subcategorias, as principais divisões da "classificação CXP" por peso do animal são:
- CXP1 animais até 50 lb (23 kg), ou de pequeno porte
- CXP2 animais entre 51 lb (23 kg) e 300 lb (140 kg), ou de médio porte
- CXP3 animais entre 301 lb (140 kg) e 1.000 lb (450 kg), ou de grande porte (de "pele fina")
- CXP4 animais entre 1.001 lb (450 kg) e 2 000 lb (910 kg), ou de grande porte (de "pele grossa")

### Simplificações

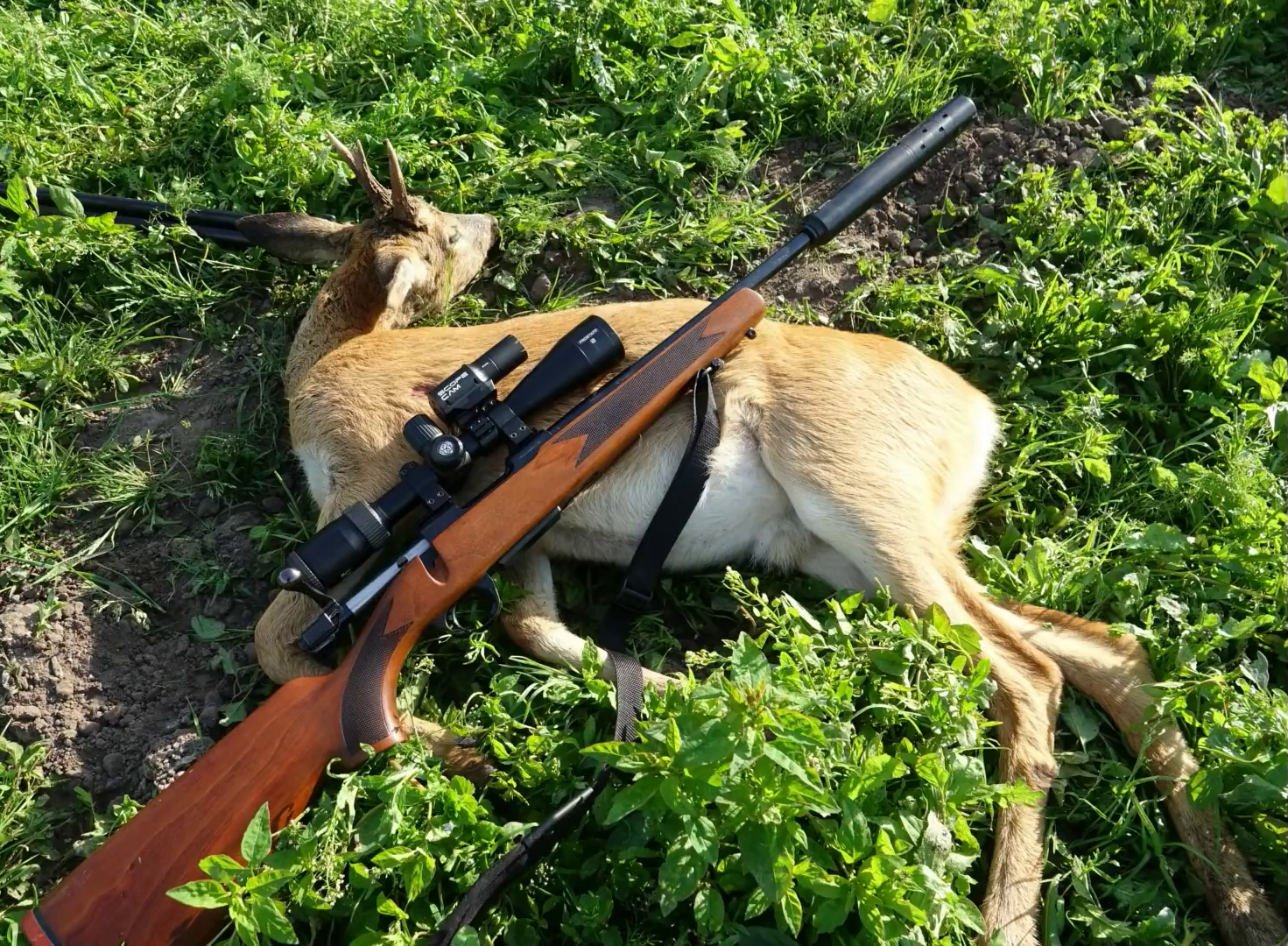
Cervos de pequeno, médio e grande porte, são considerados caça silvestre comum na Europa e na América do Norte.

Existem também visões simplifcadas e mais grosseiras desse critério, onde constam apenas:
- caça de pequeno porte, até 80 lb (36 kg)
- caça de grande porte, acima de 80 lb (36 kg)

Nota:
A caça de pequeno porte, também é conhecida como caça menor - "small game" (em inglês).
A caça de grande porte, também é conhecida como caça maior - "big game" (em inglês).

## Por continente e região
O tipo e a variedade de caça silvestre para alimentação variam em diferentes partes do mundo. Isso é influenciado pelo clima, diversidade animal, gosto local e pontos de vista localmente aceitos sobre o que pode ou não ser legitimamente caçado.

### Africa
- Elefante
- Antílope
- Cabrito
- Primatas
- Mandril
- Gorila
- Porco-espinho
- Rato cane

#### Africa do Sul
Mamíferos:
- Cabra-de-leque
- Impala
- Xipene ou punja
- Oribi
- Inhala
- Cudo maior
- Elande
- Gnu-de-cauda-preta
- Gnu-de-cauda-branca
- Bonteboque
- Palanca-negra
- Palanca-vermelha
- Órix-do-cabo
- Girafa
- Búfalo-africano
- Rinoceronte-branco
- zebra-das-planícies

Aves:
- Galinha-d'angola
- Francolim-de-asa-cinzenta
- Francolim-de-asa-vermelha
- Francolim-dourado
- Francolim-do-cabo
- Francolim-do-natal
- Francolim-de-swainson
- Codorniz-comum
- Codorniz-arlequim
- Cortiçol-de-namaqua
- Cortiçol-de-duas-golas
- Cortiçol-de-burchell
- Irerê
- Ganso-do-egito
- Pato-de-bico-amarelo
- Pato-de-bico-vermelho
- Pato-do-cabo
- Paturi-preta
- Pato-de-crista
- Pato-ferrão

### Oceania

#### Austrália

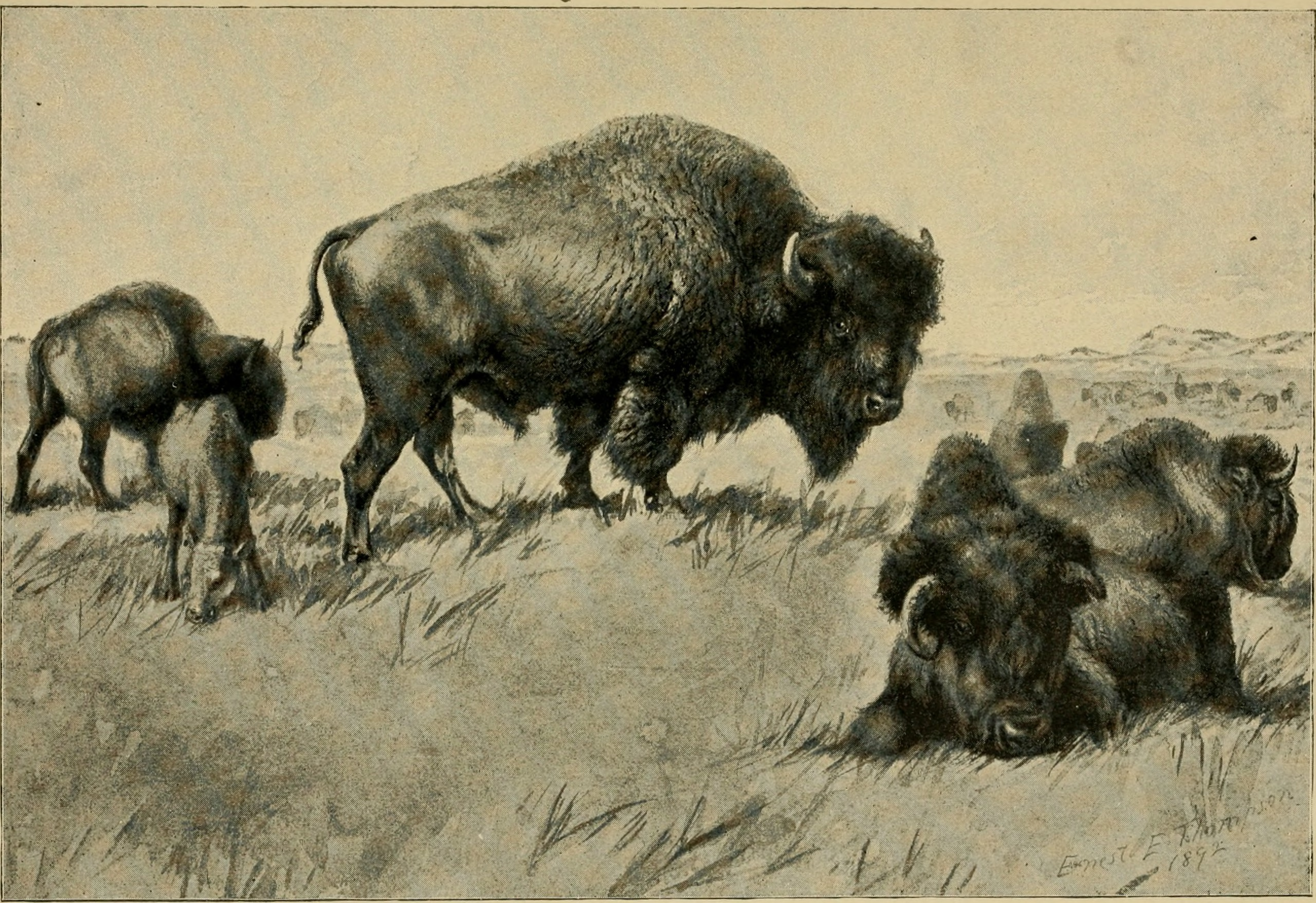
O bisão-americano, é um exemplo clássico de caça silvestre de grande porte.

- Cervo
- Sambar
- Pato
- Ganso Magpie
- Dingo
- Coelho-europeu
- Gato feral
- Raposa-vermelha
- Javaporco
- Cabra-selvagem
- Canguru
- Emu
- Crocodilo
- Búfalo-asiático
- Bantengue
- Dromedário selvagem
- Brumby (cavalo selvagem)
- Codorniz-australiana
- Gado selvagem
- Antilope cervicapra
- Asno selvagem
- Cão selvagem

#### Nova Zelândia
- Camurça
- Cervo (vária espécies)
- Javali
- Tahr
- Pato (vária espécies)

### América do Norte

#### Canadá e Estados Unidos
No Canadá e nos Estados Unidos, a caça silvestre mais comum é o Cervo de cauda branca. Outras espécies incluem:

##### Répteis e anfíbios
- Aligátor americano
- Rã-touro-americana
- Tartaruga-mordedora
- Cascavel

##### Aves (predadoras)
- Corvo
- Tordo-de-cabeça-parda

##### Aves (das terras altas)
- Pombo
- Perdiz Chukar
- Tetraz
- Perdiz-cinzenta
- Faisão-comum
- Lagopus
- Perdiz-elegante
- Peru

##### Aves aquáticas
- Pato
- Ganso

##### Aves costeiras
- Narceja-de-wilson
- Woodcock

##### Ungulados
- Bisão-americano
- Carneiro-selvagem
- Carneiro-de-dall
- cervo-de-cauda-branca
- Cervo-mula
- Cervo-canadense
- Alce
- Atílope-americano
- Rena
- Javali

##### Carnívoros
- Urso-negro
- Lince-pardo
- Coiote
- Raposa
- Urso-cinzento
- Puma
- Guaxinim

##### Roedores
- Castor
- Rato-do-banhado
- Rato-almiscarado
- Esquilo

##### Mamíferos diversos
- Lebre
- Coelho
- Gambá

᠌===América do Sul===

#### Argentina, Chile, Paraguai e Uruguai
Na Argentina, no Chile, no Paraguai e no Uruguai, a caça silvestre é praticada principalmente por esporte ou subsistência. Algumas das espécies mais caçadas são:

##### Répteis e anfíbios
- Jacaré-do-pantanal
- Teiú
- Rã-leopardo

##### Aves (predadoras)
- Águia-chilena
- Caracara
- Falcão-peregrino

##### Aves (das terras altas)
- Perdiz-andina
- Tinamou
- Nandu
- Condor-dos-andes

##### Aves aquáticas
- Pato-real
- Cisne-de-pescoço-preto
- Flamingo

##### Aves costeiras
- Gaivota
- Pinguim-de-magalhães
- Albatroz

##### Ungulados
- Guanaco
- Vicunha
- Cervo-do-pantanal
- Veado-catingueiro
- Javali
- Porco-monteiro

##### Carnívoros
- Puma
- Jaguar
- Lobo-guará
- Zorro-cinzento
- Zorro-colorado
- Lontra-gigante

##### Roedores
- Capivara
- Paca
- Cutia
- Coelho-europeu

##### Mamíferos diversos
- Tatu-peba
- Tamanduá-bandeira
- Quati
- Macaco-prego

#### Brasil
No Brasil, a caça silvestre foi proibida em 1967, exceto para algumas espécies consideradas nocivas ou invasoras, como o javali e o porco-monteiro, que podem ser caçados com licença. Antes da proibição, algumas das espécies mais caçadas eram:

##### Répteis e anfíbios
- Jacaré-açu
- Sucuri
- rã-pimenta

##### Aves (predadoras)
- Gavião-real
- Urubu-rei
- Coruja-buraqueira

##### Aves (das terras altas)
- Mutum
- Arara-azul-grande
- Tucano
- Papagaio-verdadeiro

##### Aves aquáticas
- Marreca-piadeira
- Garça-branca-grande
- Colhereiro
- anhuma

##### Aves costeiras
- Guará
- Atobá
- Maçarico-branco

##### Ungulados
- Anta
- Queixada
- Caititu
- Cervo-do-pantanal
- Veado-mateiro
- Javali

##### Carnívoros
- Onça-pintada
- Onça-parda
- Lobo-guará
- Cachorro-do-mato
- Cachorro-vinagre
- Lontra

##### Roedores
- Capivara
- Paca
- Cutia
- Preá

##### Mamíferos diversos
- Tatu-canastra
- Tamanduá-bandeira
- Bicho-preguiça
- Macaco-prego

Nota: no Brasil, a caça silvestre parou de ser praticada nos anos 60, e atualmente é legalizada somente a caça de javalis e porco monteiro, mas com licença. Mesmo assim, foram incluídos os animais de caça brasileira daquela época, quando podia.

### Ásia

#### China
Na China há uma categoria especial de culinária chamada "yewei", que inclui caça silvestre.

#### Rússia
- Anser
- Castor
- Tetraz-negro
- Urso-pardo
- Codorniz-comum
- Cervo
- Pato
- Lebre-europeia
- Raposa
- Esquilo-terrestre
- Ganso
- Perdiz-avelã
- Lince-euroasiático
- Lebre-da-Eurásia
- Perdix
- Faisão
- Coelho
- Corvo
- Íbex-siberiano
- Esquilo
- Javali
- Woodcock

### Europa

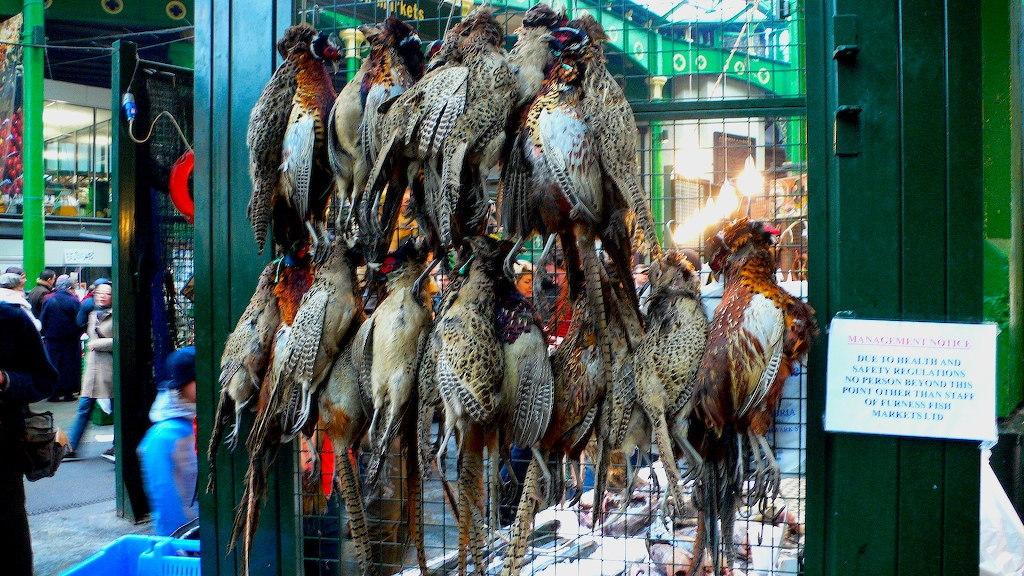
Aves típicas de caça silvestre expostas no Borough Market em Londres.

#### Reino Unido
No Reino Unido, a caça silvestre é definida pelo Game Act 1831.

É ilegal atirar em caça silvestre aos domingos e a noite.

A caça silvestre que é para alimento é especificada pelo Wildlife and Countryside Act 1981. 
As leis do Reino Unido que definem a caça silvestre em geral incluem:
- Tetraz negro (não é mais caçado devido ao declínio no número)
- Tetraz pardo
- Lebre-europeia
- Ptarmigan
- Perdiz-cinzenta
- Perdiz-vermelha
- Faisão-comum

| Os cervos são definidos como caça silvestre através do Deer Act 1991 e incluem: - Cervo-vermelho - Corça - Dama dama - Cervo-sika - Cervo-latidor - Cervo-d'água-chinês - E híbridos destes |  | Outros animais que são caçados no Reino Unido incluem: - Patos, (pato-real, zarro-negrinha, marrequinha-comum, marreca-arrebio e zarro-comum) - Gansos, (ganso-bravo, ganso-do-canadá e ganso-de-bico-curto) - Pombo-torcaz - Galinhola - Narceja-comum - Coelho - Tarambola-dourada - Codornizão |

O Tetraz-grande não é atualmente caçado no Reino Unido devido ao declínio no número e por iniciativa voluntária em propriedades privadas.

#### Islândia

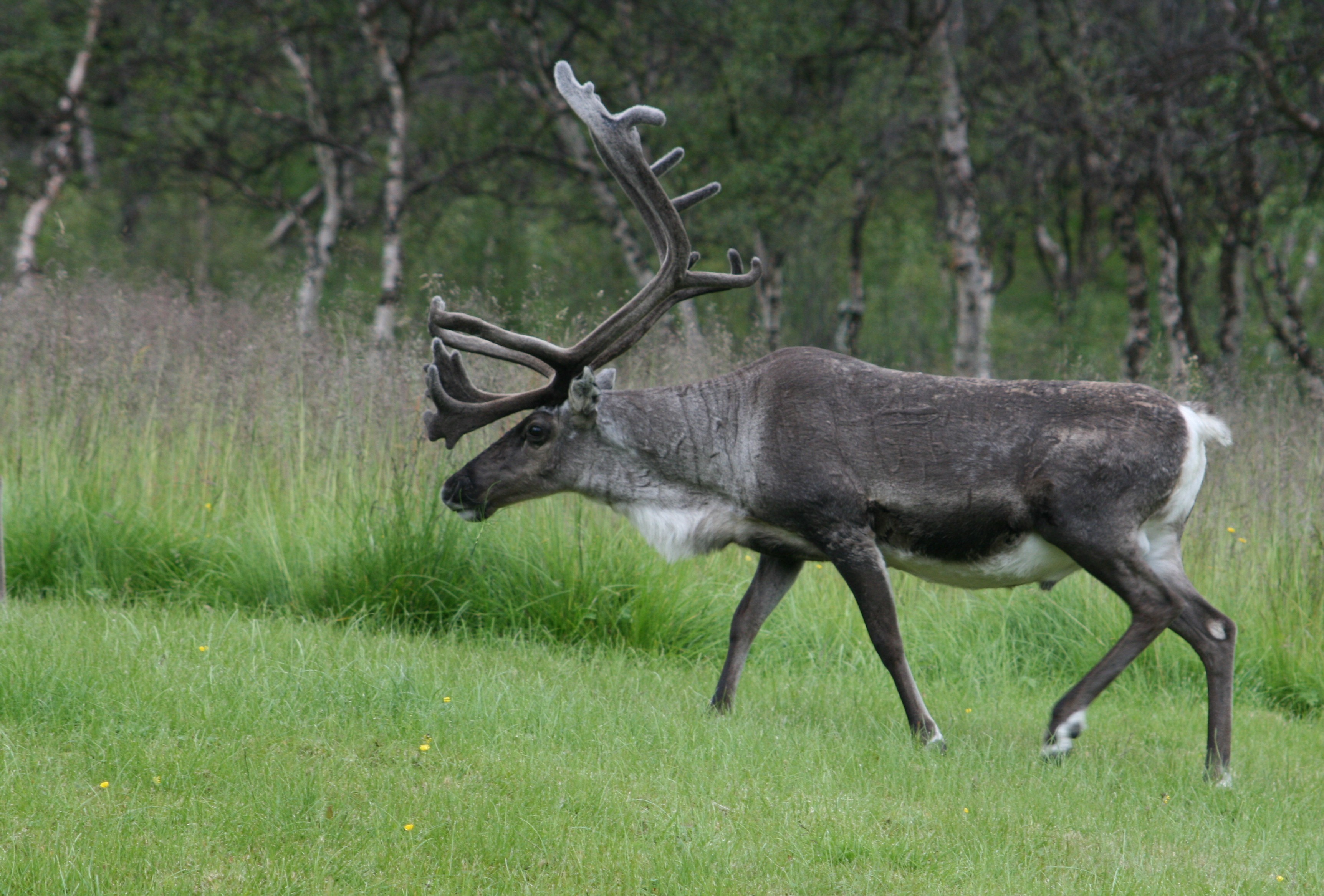
Uma rena, considerada caça silvestre na Islândia.

- Rena
- Rock ptarmigan
- Papagaio-do-mar
- Alca
- Ganso
- Pato-real

#### Países nórdicos
A caça silvestre na Noruega, Suécia, Dinamarca e Finlândia inclui:
- Alce
- Dama dama
- Cervo-vermelho
- Corça
- Rena
- Lebre-da-Eurásia
- Javali
- Rock ptarmigan
- Lagópode-escocês
- Pato-real
- Alca
- Tetraz negro
- Woodcock
- Faisão-comum
- Pombo-torcaz
- Ganso

## Preparação

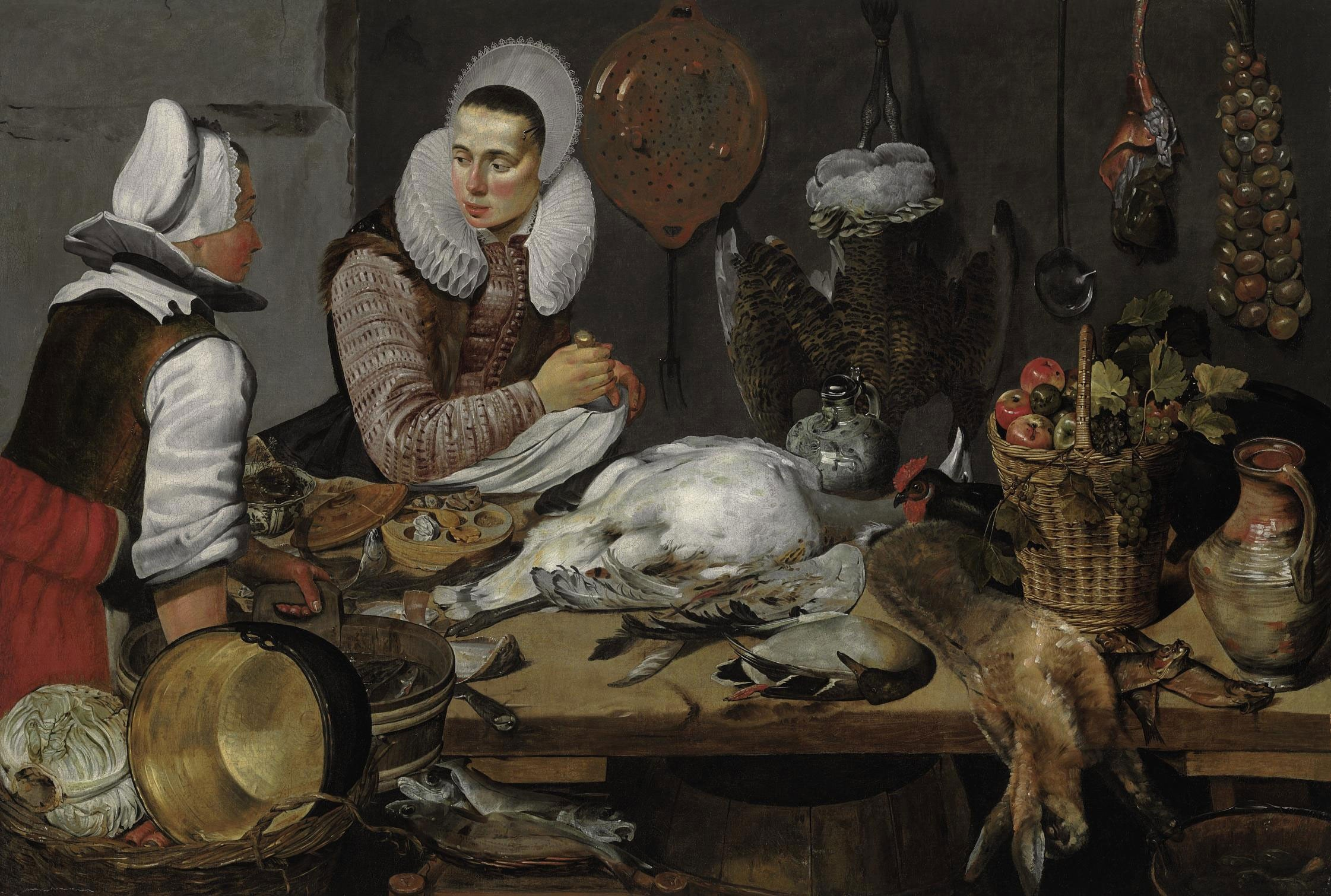
Interior de uma cozinha antiga (1600-1620) onde caça silvestre está sendo preparada.

A carne de caça silvestre é normalmente retirada de um animal selvagem que foi atingido com uma arma de fogo ou arco. Em princípio é responsabilidade do caçador processar a carne do animal abatido, podendo subcontratar terceiros para tal fim. O método varia dependendo tanto da espécie em questão, suas características, princialmente o tamanho, e também a legislação local.
Tradicionalmente, a carne de caça era pendurada por um período relativamente longo, aproximando-se de um estado de decomposição, o que aumentava o risco de contaminação. 
Hoje em dia, muitos continuam preferindo envelhecer a carne de caça para torná-la mais macia, e isso é especialmente comum para a carne de cervos (ou veados). Para tanto, a carne deve ser pendurada na geladeira a cerca de 35 °F (1,67 °C) 35 graus por cerca de uma semana, normalmente "a seco" para limitar a proliferação de bactérias, mas o envelhecimento úmido é mais fácil pois não precisa de um refrigerador, basta um recipiente e um monte de gelo, mas há uma chance muito maior de crescimento bacteriano significativo.
A caça pequena pode ser processada essencialmente intacta, após evisceração e esfola ou remoção de penas (por espécie). Animais pequenos estão prontos para cozinhar, embora possam ser desmembrados primeiro. A caça grande deve ser processada por técnicas comumente praticadas por açougueiros comerciais.

## Cozinhando
Geralmente a carne de caça silvestre é preparada da mesma maneira que a carne de criação. Como algumas carnes de caça são mais magras do que as compradas em lojas, o cozimento excessivo é um contratempo comum que pode ser evitado se ela for preparada adequadamente. Às vezes, é grelhada ou cozida por mais tempo, por cozimento lento ou métodos de calor úmido para torná-la mais macia, uma vez que algumas carnes de caça tendem a ser mais duras do que a carne criada em fazendas. Outros métodos de amaciamento incluem marinar a carne como no prato "hasenpfeffer", cozinhar em uma "torta de caça" ou como um guisado como o "burgoo".

## Segurança
A Autoridade de Segurança Alimentar norueguesa considera que crianças, mulheres grávidas, mulheres em idade fértil e pessoas com hipertensão não devem consumir carne de caça silvestre que tenha sido abatida com munição à base de chumbo mais de uma vez por mês. Crianças que costumam comer esse tipo de jogo podem desenvolver um QI ligeiramente inferior, pois o chumbo influencia o desenvolvimento do sistema nervoso central.